# Cacia arisana
Cacia arisana là một loài bọ cánh cứng trong họ Cerambycidae.